# Вихрен (футбольный клуб)
«Вихрен» (болг. Вихрен Сандански) — болгарский футбольный клуб из города Сандански.

## История
Клуб был основан 24 мая 1925 года под названием «Устрем». Позже носил названия «Гоце Делчев» (1931—1948), «Яне Сандански» (1948—1949) и «Червено знаме» (1949—1957).
В сезоне 2004/05 клуб впервые вышел в Болгарскую группу А. Для выступления в высшем дивизионе Болгарии, владелец решил привлечь игроков из других стран. Первым стал экс-игрок «Порту» Жозе Фуртадо. В сезоне 2007/08, Константин Динев решил пригласить ещё и португальского тренера Руя Диаса, а также восемь португальских и два бразильских игрока. Но спустя три месяца, Руй Диас был уволен за неудовлетворительные результаты.
На сегодняшний день клуб выступает в третьем по значению лиге — группе В (Юго-запад).

## Достижения
- 9 место в группе «А»: 2005/06.
- 1 место в группе «Б»: 2004/05.
- 1/4 финала кубка Болгарии: 2005/06.

## Известные футболисты
- Георгий Банчев
- Танко Дяков
- Георгиевски Славчо
- Сичеро Габриэль
- Сержио
- Жозе Фуртадо

## Известные тренеры
- Хаджиевский Гёко